# Lepidonotus squamatus
Lepidonotus squamatus, eller tolvfjällsmask, är en ringmaskart som först beskrevs av Carl von Linné 1758.  Lepidonotus squamatus ingår i släktet Lepidonotus och familjen Polynoidae. Arten är reproducerande i Sverige. Inga underarter finns listade i Catalogue of Life.

## Bildgalleri

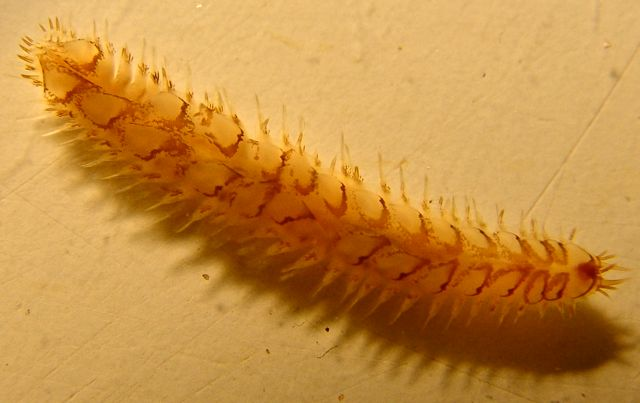